# Lanitz-Hassel-Tal
Lanitz-Hassel-Tal ist eine Gemeinde im Burgenlandkreis in Sachsen-Anhalt. Sie wurde zum 1. Juli 2009 aus dem freiwilligen Zusammenschluss der Gemeinden Möllern und Taugwitz gebildet. Die Gemeinde gehört der Verbandsgemeinde An der Finne an, die ebenfalls am 1. Juli 2009 (als erste Verbandsgemeinde im Land Sachsen-Anhalt) gebildet wurde.

## Geografie
Die Gemeinde liegt zwischen Apolda und Naumburg (Saale) auf dem Höhenrücken der Finne. Im Süden grenzt die Gemeinde an Thüringen. Namensgebend für die Gemeinde ist das Lanitztal, durch das der Lißbach fließt, sowie das Hasseltal, durch das der Hasselbach fließt.

### Gemeindegliederung
Zur Gemeinde gehören die folgenden Ortsteile:
| Name                            | Einwohner |
| ------------------------------- | --------- |
| Benndorf                        | 57        |
| Gernstedt                       | 148       |
| Hohndorf                        | 53        |
| Niedermöllern oder Untermöllern | 157       |
| Obermöllern                     | 96        |
| Pomnitz                         | 101       |
| Poppel                          | 94        |
| Rehehausen                      | 179       |
| Spielberg                       | 127       |
| Taugwitz                        | 140       |
| Zäckwar                         | 107       |

### Klima
Klimatisch gehört die Region zum Mitteldeutschen Trockengebiet mit 536 mm Niederschlag (Mittel der letzten 25 Jahre) und einer mittleren Jahrestemperatur von 9,6 Grad Celsius.

## Eingemeindungen
| Ehemalige Gemeinde | Datum                     | Anmerkung                                                  |
| ------------------ | ------------------------- | ---------------------------------------------------------- |
| Gernstedt          | 1. Juli 1950              | Eingemeindung nach Taugwitz                                |
| Hohndorf           | 1. Juli 1950 1. Juli 1976 | Eingemeindung nach Burgheßler, Umgliederung nach Spielberg |
| Möllern            | 1. Juli 2009              |                                                            |
| Niedermöllern      | 1. Juli 1950              | Zusammenschluss mit Obermöllern zu Möllern                 |
| Obermöllern        | 1. Juli 1950              | Zusammenschluss mit Niedermöllern zu Möllern               |
| Rehehausen         | 1. Juli 1950              | Eingemeindung nach Taugwitz                                |
| Spielberg          | 17. Oktober 2004          | Eingemeindung nach Taugwitz                                |
| Taugwitz           | 1. Juli 2009              |                                                            |

## Religion
36 % der Einwohner von Lanitz-Hassel-Tal sind evangelisch, 3 % katholisch.
Alle Kirchen in Lanitz-Hassel-Tal sind evangelisch-lutherisch und gehören zum Kirchenkreis Naumburg-Zeitz der Evangelischen Kirche in Mitteldeutschland. Dabei gehören die Kirchengemeinden Benndorf, Gernstedt, Rehehausen, Spielberg, Taugwitz-Poppel und Zäckwar zum Pfarrbereich Eckartsberga, während die Kirchen in Nieder- und Obermöllern sowie Pomnitz zum Kirchspiel Möllern im Pfarrbereich Bad Kösen zusammengefasst sind.
Die wenigen Katholiken sind der Pfarrei St. Peter und Paul mit Sitz in Naumburg (Saale), Bistum Magdeburg zugeordnet, die Filialkirchen in Bad Kösen und Eckartsberga unterhält.

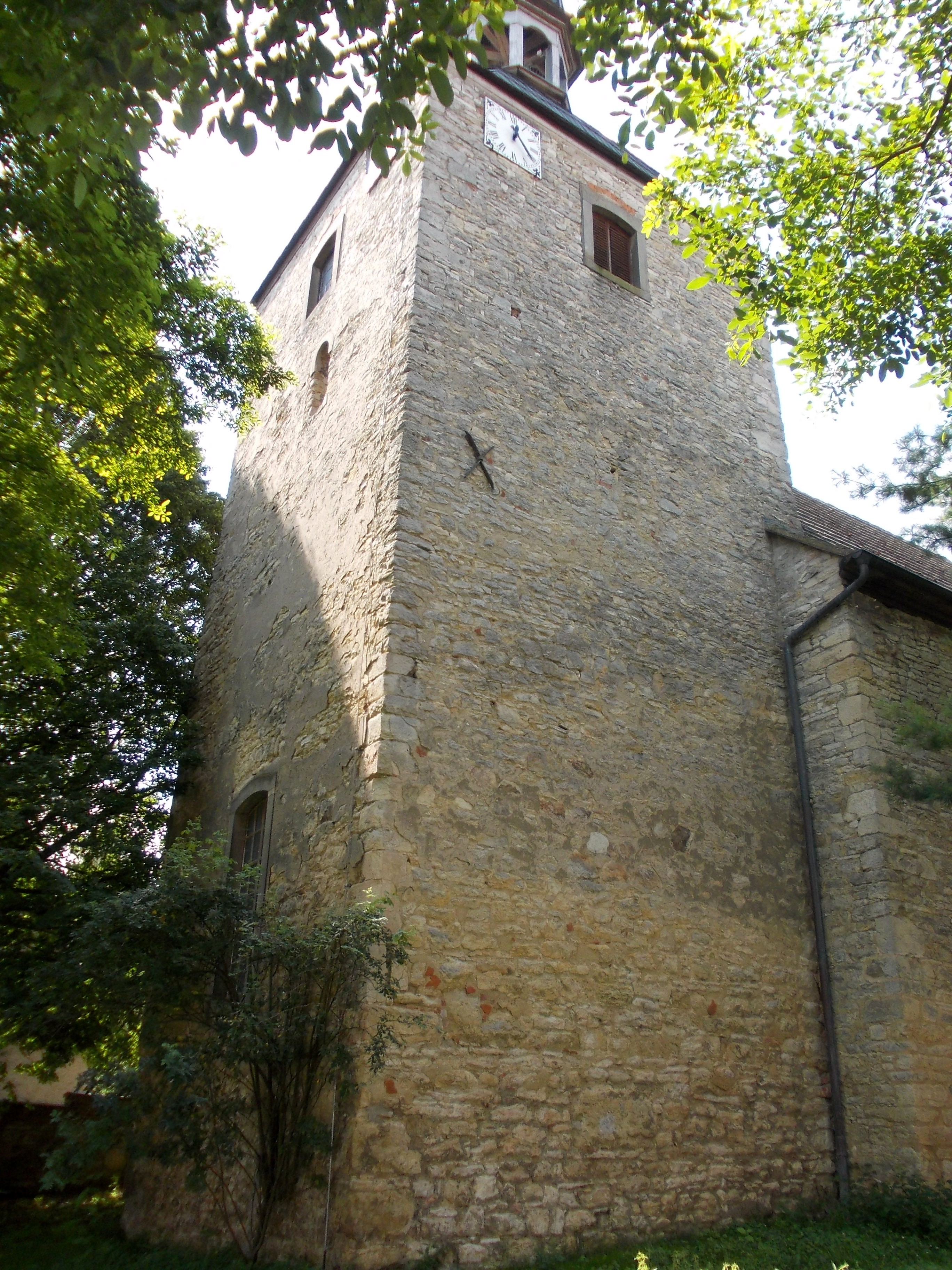
Benndorf
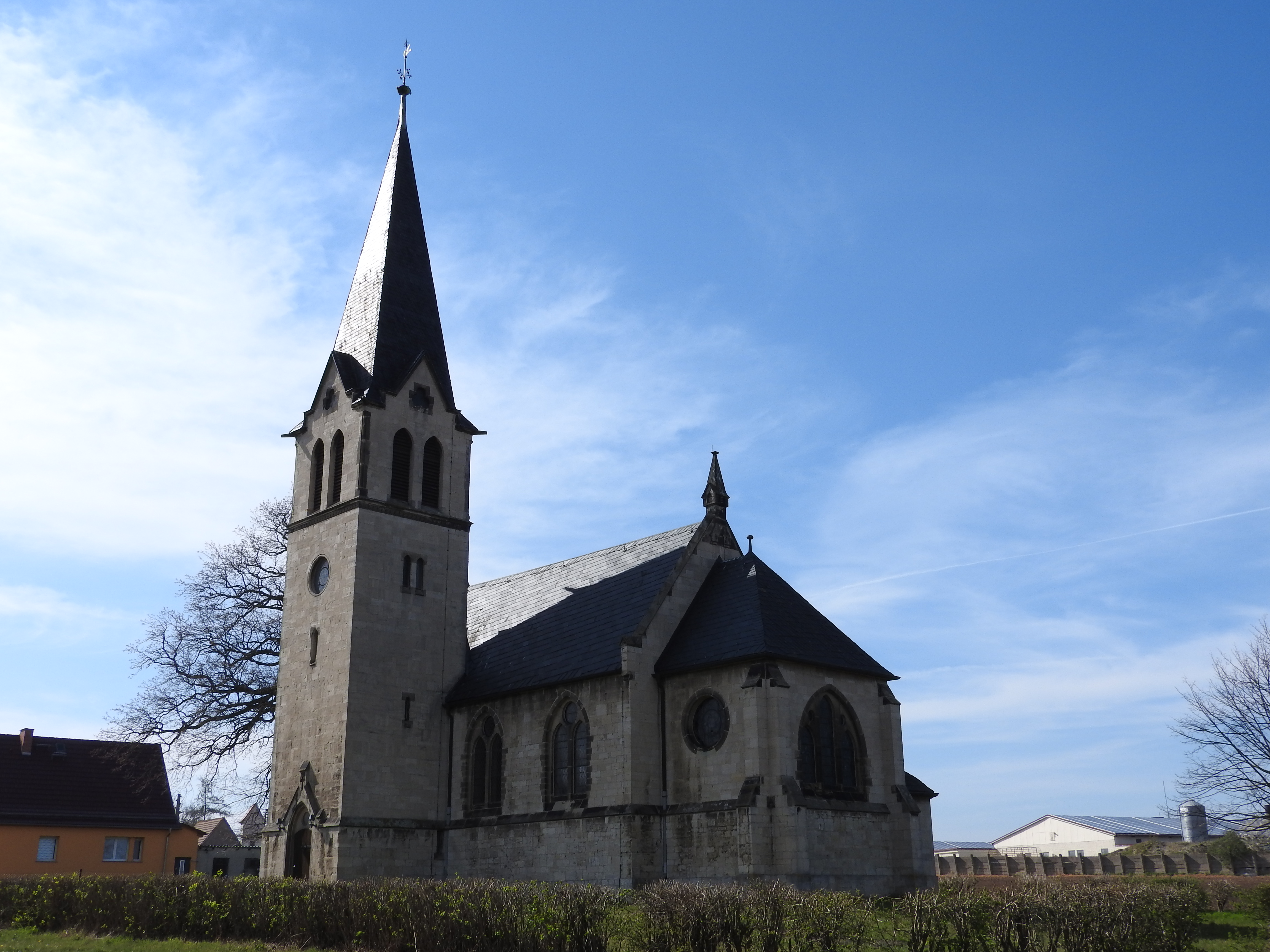
Gernstedt
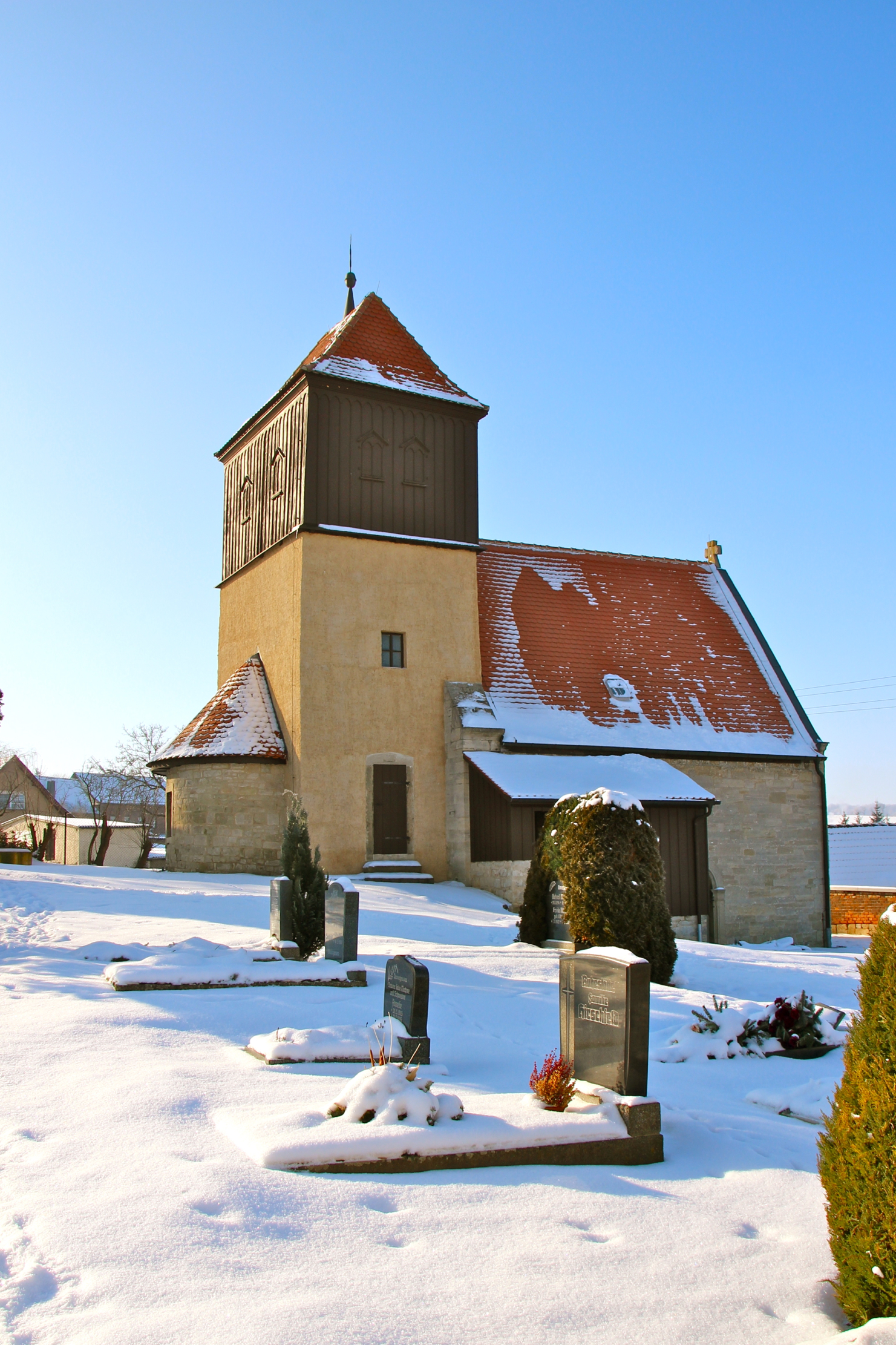
Niedermöllern
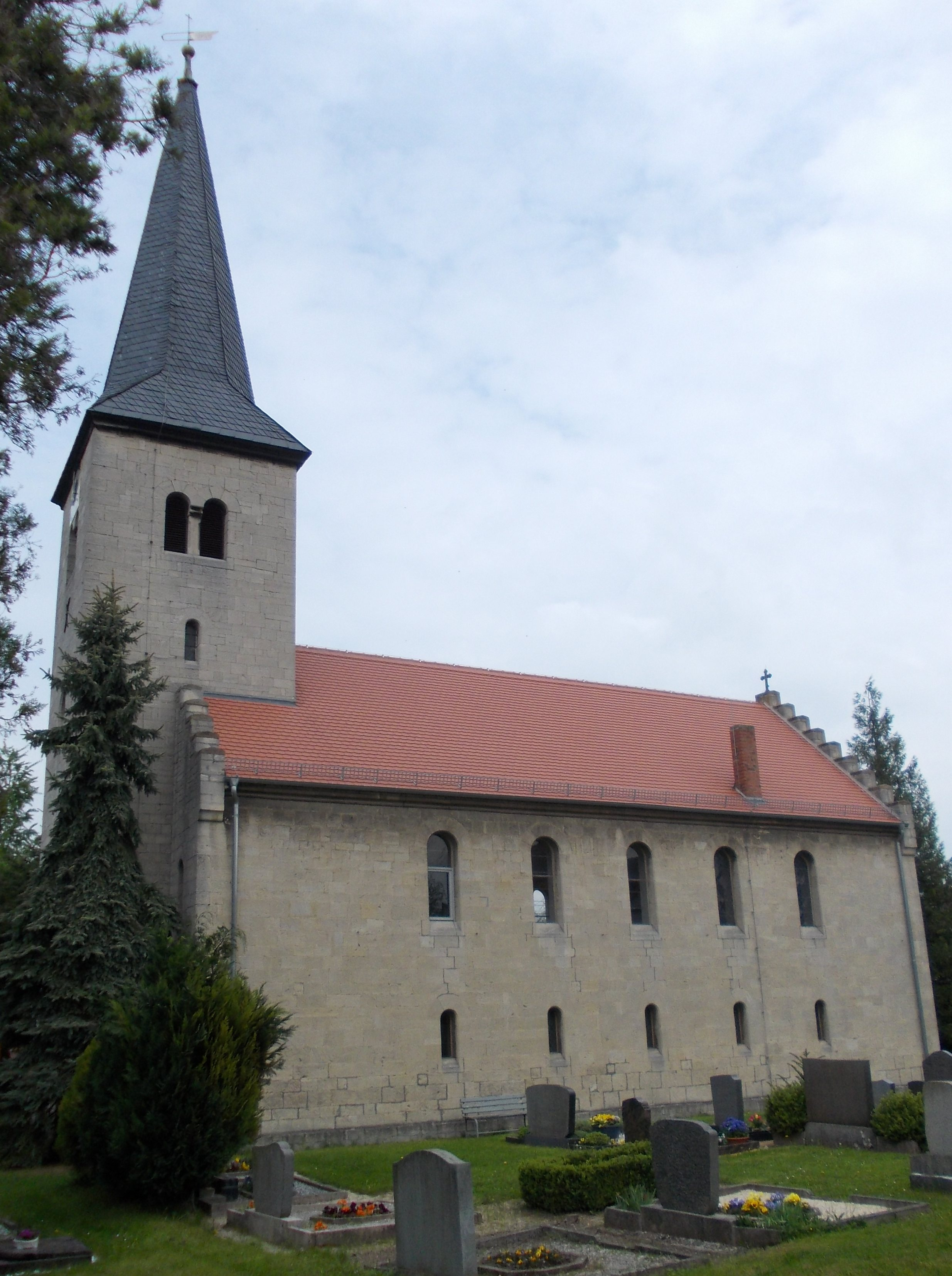
Obermöllern
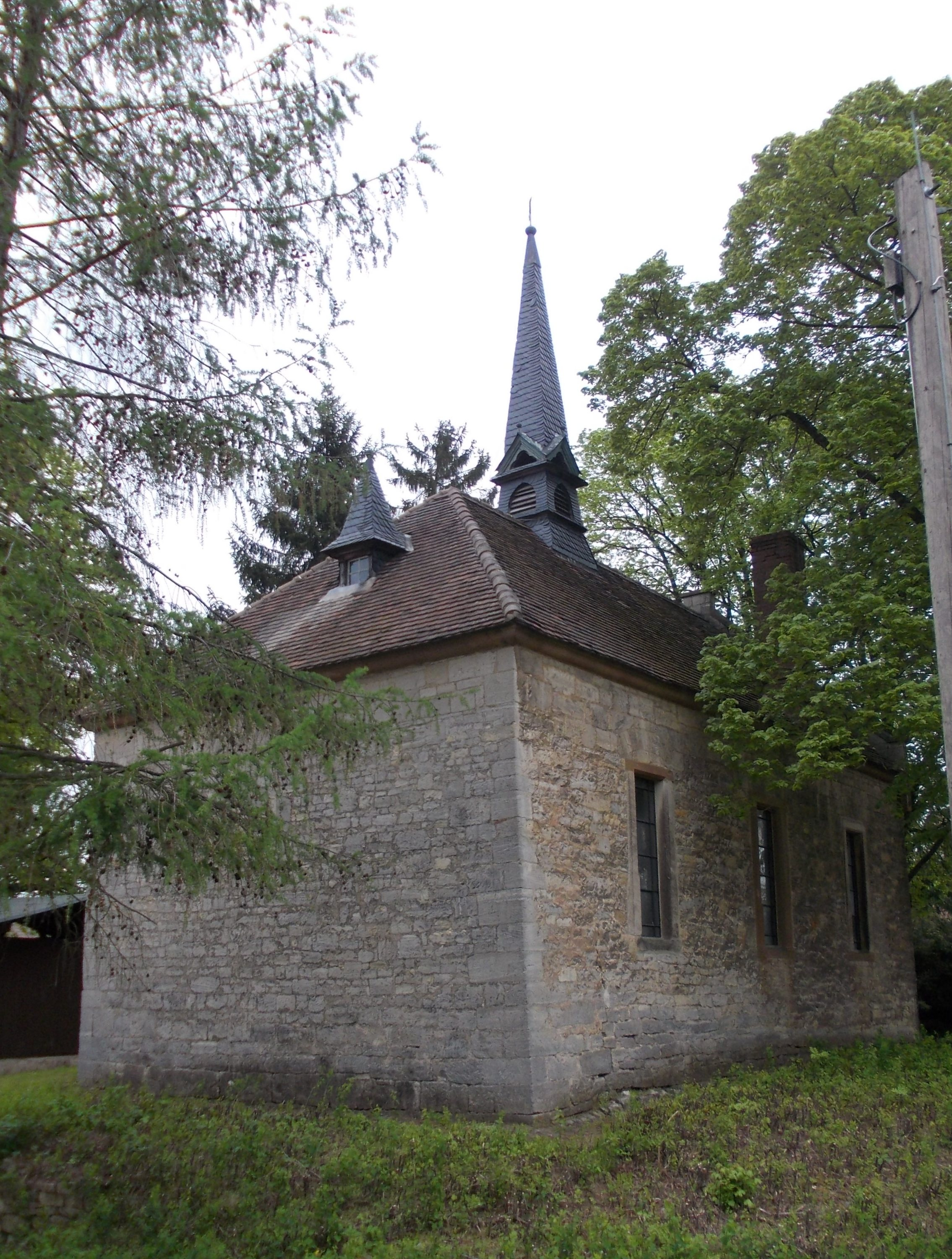
Pomnitz
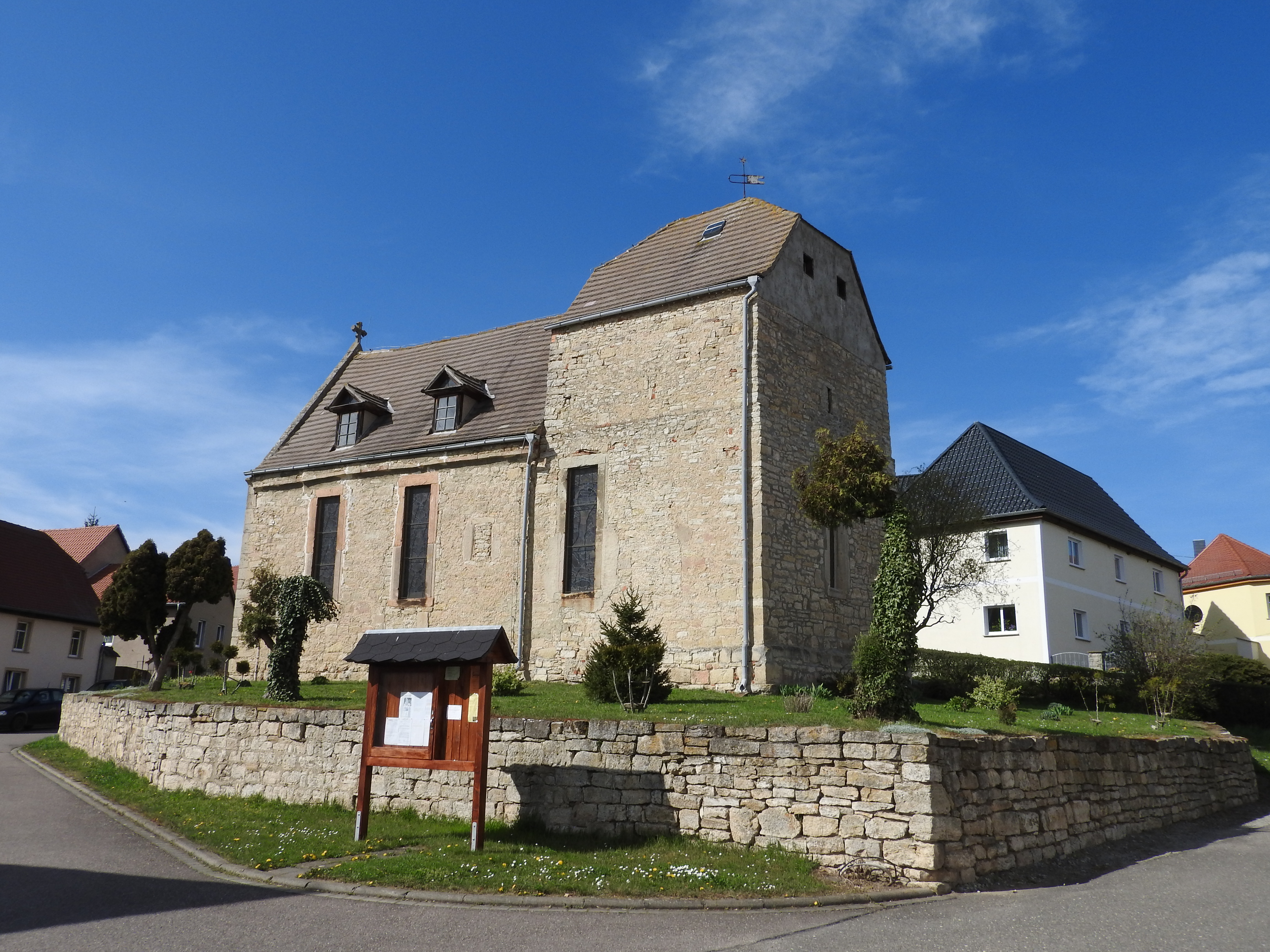
Poppel
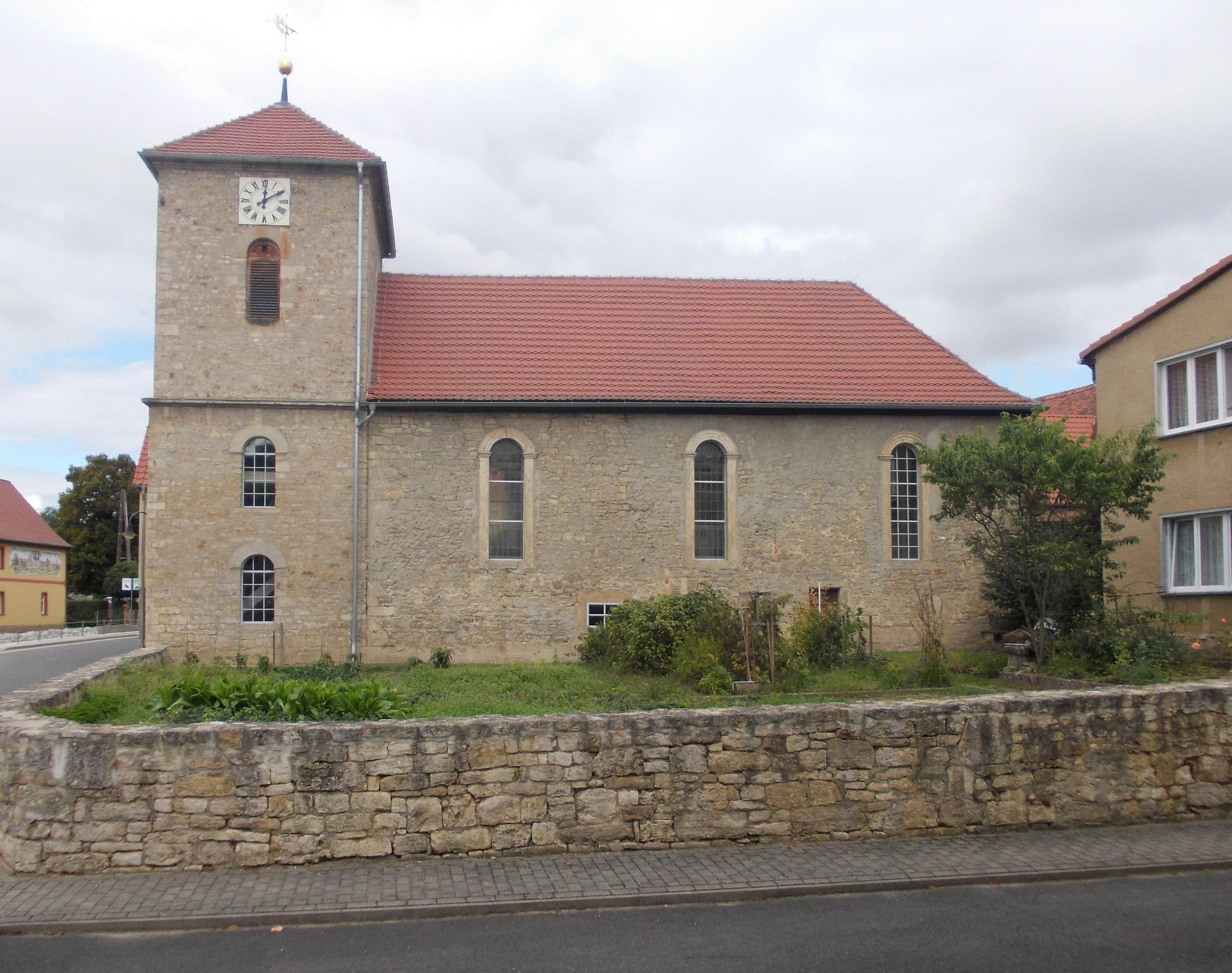
Rehehausen
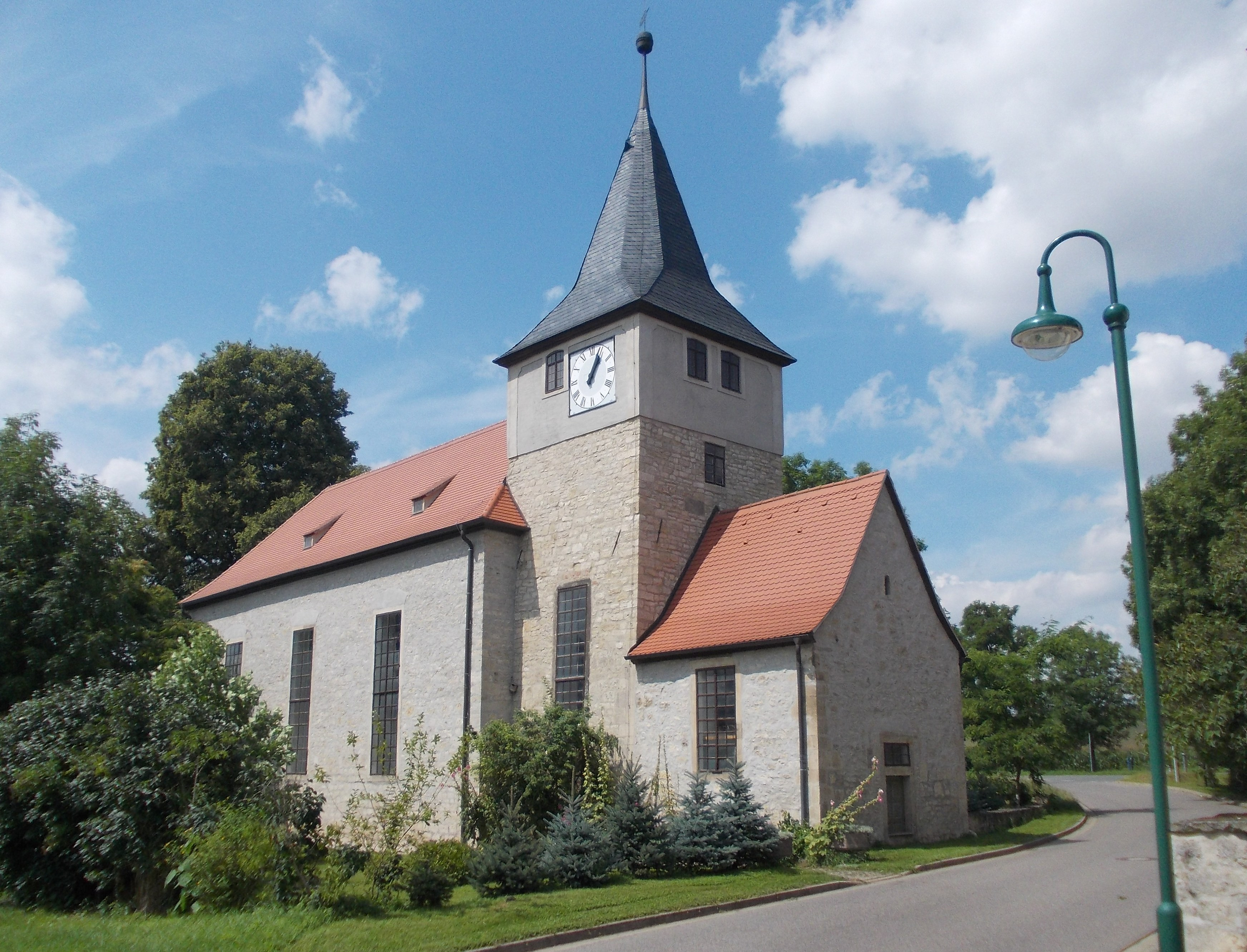
Spielberg
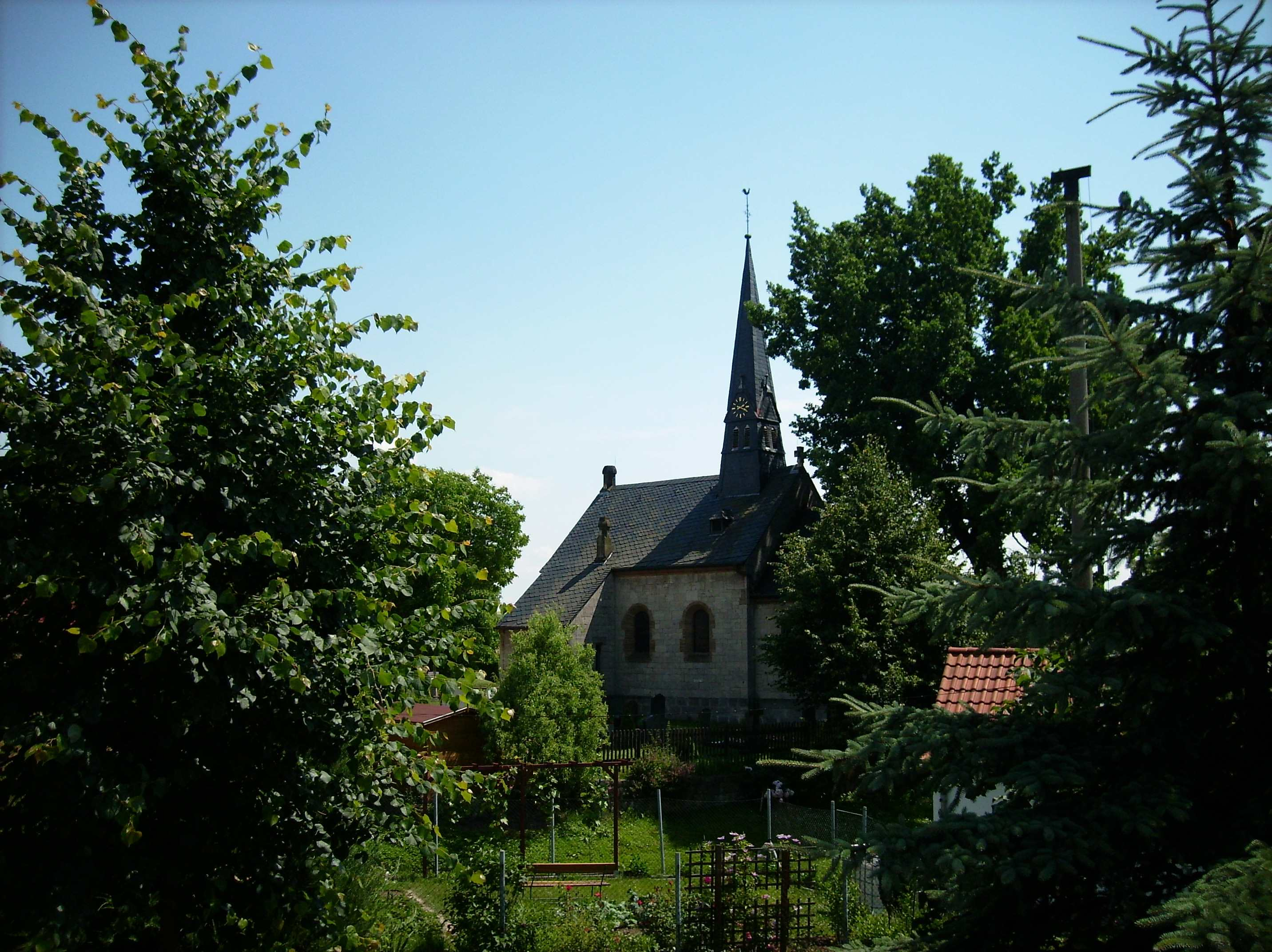
Taugwitz
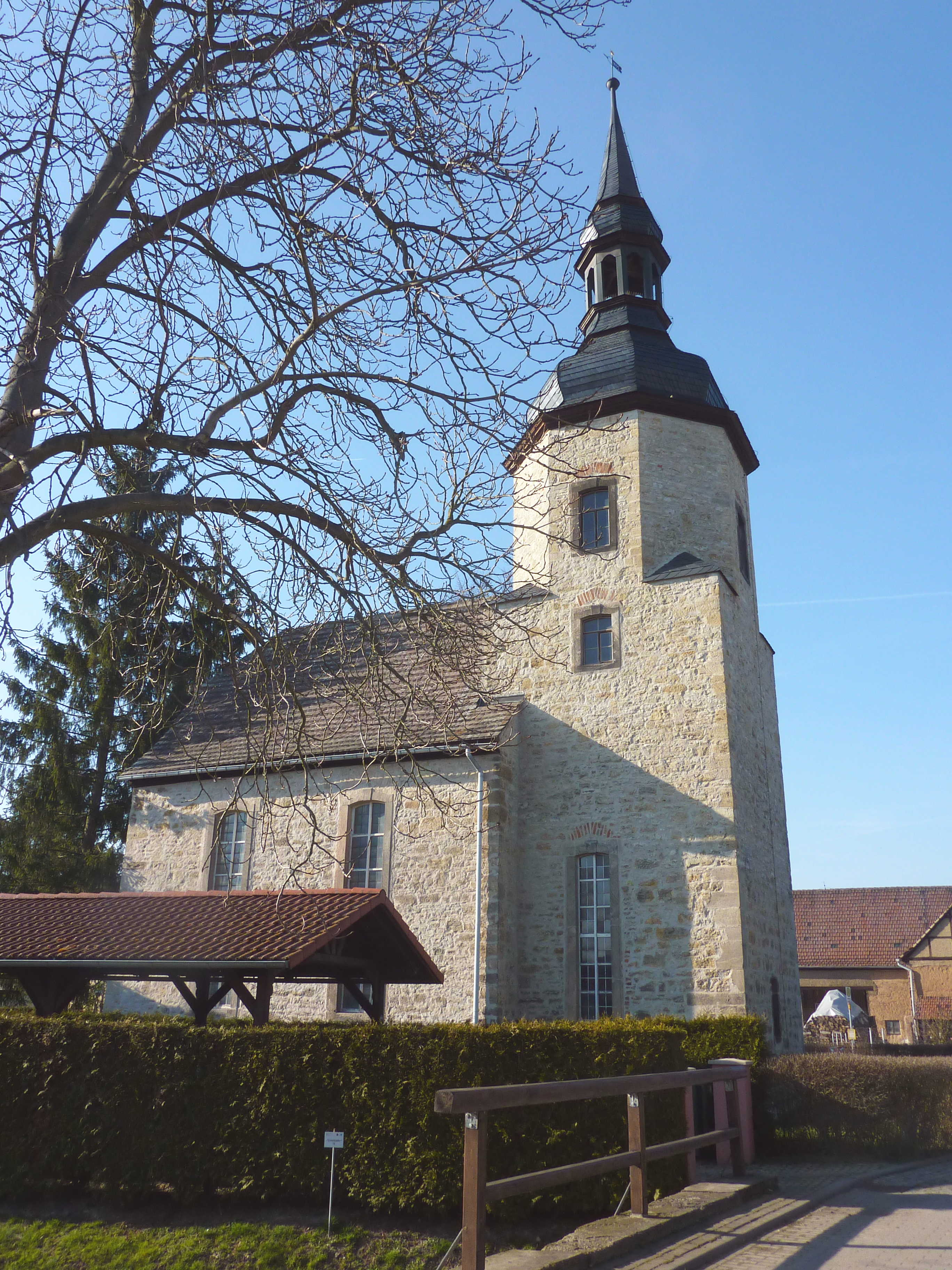
Zäckwar

## Verkehr
Durch die Ortsteile Taugwitz und Poppel im Norden des Gemeindegebietes verläuft die Bundesstraße 87.